# Portaminas

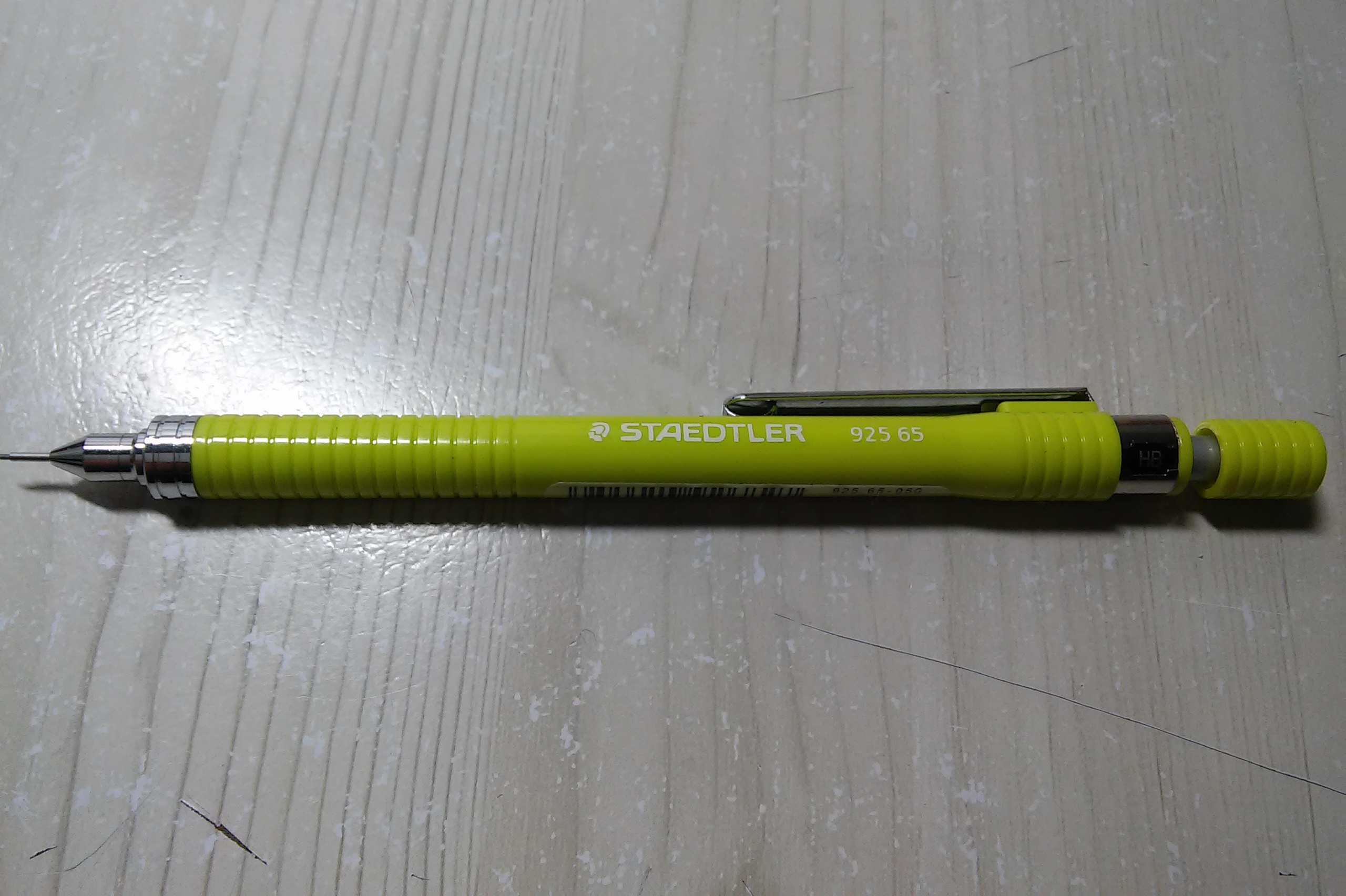
Portaminas Staedtler 925 65.

Un portaminas, lápiz mecánico, lápiz de grafos, lápiz de puntilla, boli-lápiz, lapicero y lapicera es un instrumento de escritura en el cual la "mina" (una delgada vara de grafito) es impulsada mecánicamente a través de la punta, en vez de como se hace en los lápices tradicionales, donde se extrae la madera que constituye el lápiz, generalmente por medio de un sacapuntas, para así exponer la mina y afilarla.
La mayoría de los portaminas puede ser recargado con mina nueva, aunque algunos modelos de menor coste son desechables. Los portaminas son usados por su precisión y el hecho de que nunca se les engrosa la punta.
Existen varios tipos de portaminas, entre ellos los portaminas de "cartuchos" que consisten básicamente en un cuerpo plástico que alberga "cartuchos" que poseen una mina de grafito de 2,5-4,5 mm de largo.

## Historia

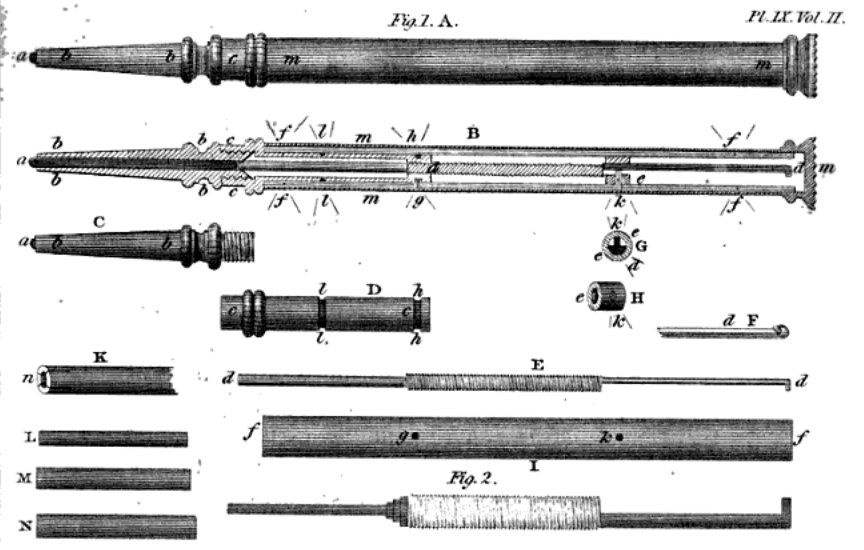
Detalle de la patente del primer portaminas.

El primer portaminas fue patentado en Gran Bretaña en 1822 por Sampson Mordan y John Hawkins. Más tarde, Mordan cambió de socio por Gabriel Riddley, tras lo cual se incorporó la marca SMGR (basada en sus iniciales) a la producción. Mordan continuó fabricando lápices, entre otros artículos, hasta que su fábrica fue bombardeada durante la Segunda Guerra Mundial.
Entre 1822 y 1873, se registraron innumerables patentes sobre variadas mejoras en este tipo de lápiz. En 1877 se patentaron los primeros con resortes y en 1895 se desarrolló uno donde se giraba la tapa para sacar la mina.Error de redacción en referencia a la introducción y referencia de la mina de 0,9 mm.
El portaminas tuvo éxito en Japón con algunos cambios menores a partir de 1915, cuando Tokuji Hayakawa terminó su tiempo como aprendiz de trabajador en metales. Se introdujo como Ever-Sharp Pencil (lápiz eternamente afilado).

## Minas
Los tipos de mina se basan en el diámetro y al igual que los lápices pueden variar en los tonos que tienen, inclusive existen minas de colores. 
Los diámetros comunes son 0,3 mm, 0,5 mm, 0,7 mm, 0,9 mm, 1,1 mm, 1,3 mm y 1,6 mm. El diámetro de 2,0 mm es de uso común en el diseño, ilustraciones e ingeniería. Por otra parte, las minas de 0,5 mm y 0,7 mm suelen ser usadas de manera más general para trabajos escolares y de oficina.
Suele suceder que, para algunas marcas, las minas usadas en los portaminas son demasiado frágiles, lo que ocasiona que se rompan con frecuencia en la escritura cotidiana, o también sucede cuando el dibujante aprieta muy fuerte el portaminas y ocasiona la rotura de la mina. Sin embargo, existen nuevas tecnologías que usan polímeros para reforzar la estructura de las minas, siendo éstas características de marcas de prestigio.
No obstante, suele importar más el trazo y la fuerza con la que es usado un portaminas, que la marca de las minas que se usan.

## Modo de empleo
El portaminas debe colocarse de modo que la punta quede apuntando hacia abajo; luego se debe quitar la tapa de arriba y el borrador (en caso de ser portaminas escolar) y meter la mina por el orificio de arriba, ya que si se mete por la punta puede causar problemas en el portaminas.

## Fabricantes

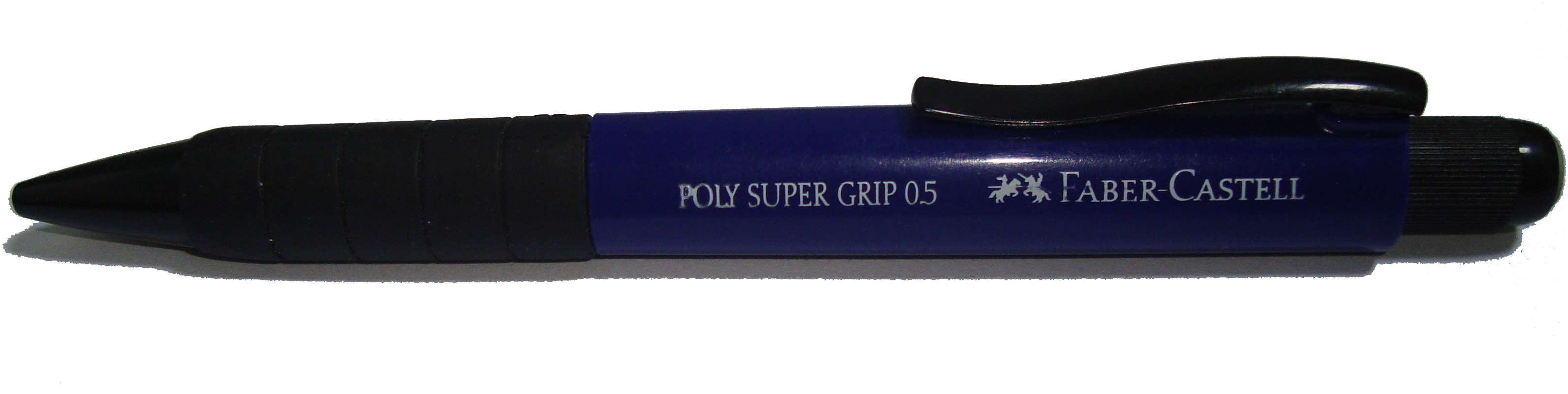
Un portaminas de Faber-Castell.

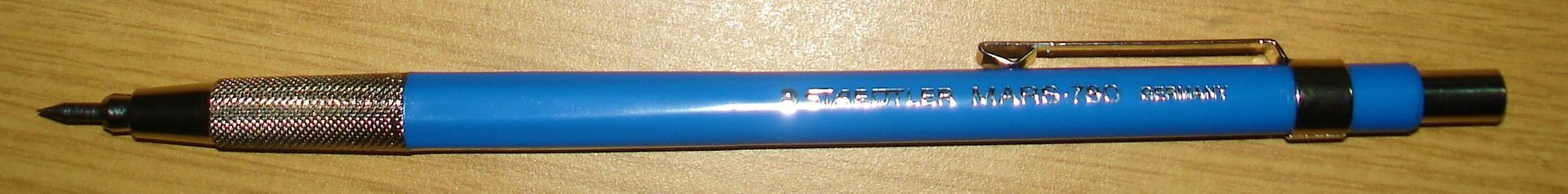
Portaminas de Staedtler.

- Artesco
- Baile
- Bic
- Caran d'Ache
- Faber-Castell
- Filgo
- Inoxcrom
- Isofit
- Kaweco
- Koh-i-Noor Hardtmuth
- Lamy
- Maped
- Micro
- Milan
- Mitsubishi Pencil
- Molin
- Moleskine
- Omega
- Online
- Paper Mate
- Parker Pen Company
- Pelikan
- Pentel
- Pilot Pen Corporation
- Plus Office
- Rotring
- Sabonis
- Scrikss
- Staedtler
- Studmark
- Schwan Stabilo
- Tombow
- Torre
- Zebra